# Silvia Zarzu

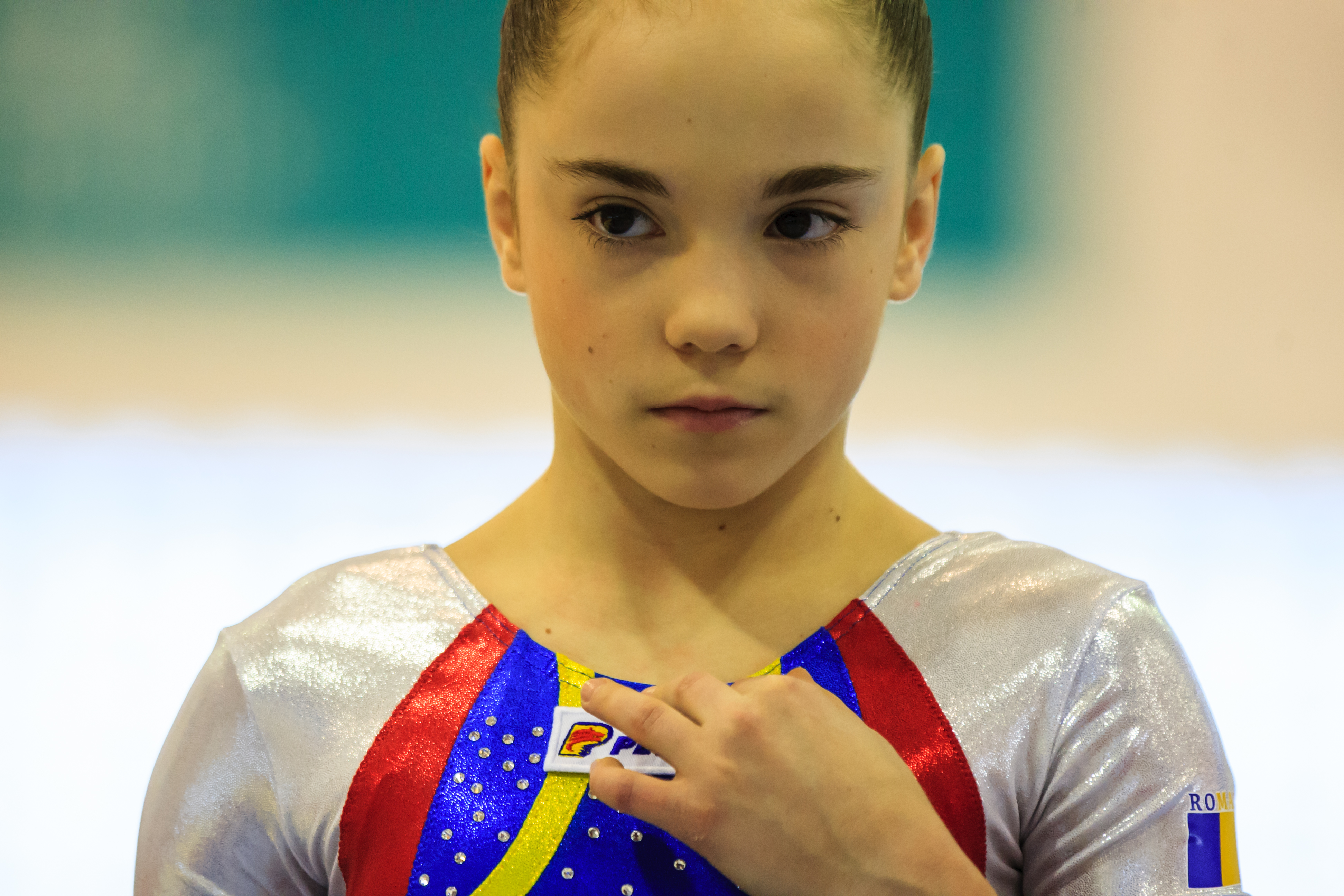
Silvia Zarzu 2015

Silvia Zarzu (* 16. Dezember 1998 in Onești) ist eine rumänische Kunstturnerin.
Bei den Junioren-Europameisterschaften 2012 in Brüssel gewann Zarzu zwei Medaillen. Sie wurde Vize-Europameisterin am Boden und war Dritte mit der Mannschaft. 2013 nahm Zarzu am Europäischen Olympischen Sommer-Jugendfestival teil und gewann Bronze am Boden und mit der Mannschaft.
Bei den Turn-Europameisterschaften 2014 gewann Zarzu mit der rumänischen Turnriege mit Diana Bulimar, Larisa Iordache, Andreea Munteanu und Ștefania Stănilă vor Großbritannien und Russland den Titel. Bei den Weltmeisterschaften im selben Jahr wurden die Rumäninnen Vierte. 2015 nahm Zarzu an den ersten Europaspielen teil und wurde Fünfte am Boden und Siebte mit der Mannschaft.
2016 erreichte Zarzu mit der rumänischen Mannschaft bei den Turn-Europameisterschaften in Bern den sechsten Platz. Sie gehörte auch zum Vorbereitungskader für die Olympischen Spiele in Rio, allerdings verpasste die rumänische Mannschaft die Qualifikation und durfte nur eine Einzelstarterin schicken, wofür Cătălina Ponor ausgewählt wurde.